# Super Driver
《Super Driver》는 성우 겸 가수 히라노 아야의 9번째 싱글이다. 란티스에서 2009년 7월 22일 출시되었다.

## 개요
- 앨범 쟈켓은 스즈미야 하루히의 그림이 이용되고 있다[1].
- 오리콘 데일리 차트 2위를 기록하였다[2][3].

## 수록곡
1. Super Driver
2. 사랑해! (アイシテ!)
3. Super Driver (Off Vocal)
4. 사랑해! (アイシテ!) (Off Vocal)

## 타이업
- TV애니메이션 《스즈미야 하루히의 우울》 신(新) 오프닝 테마
- 음악 정보 프로그램 《Run Run LAN!》 7월 오프닝 테마